# Elise Malmberg
Elise Malmberg, född 13 juli 1995, är en svensk friidrottare (häcklöpning och mångkamp). 

## Karriär
År 2013 tog Elise Malmberg sina första seniormedaljer på SM. Dels tog hon brons i femkamp inomhus, dels vann hon silvermedalj vid SM utomhus i september. Dessemellan, i juli, deltog hon vid junior-EM i Rieti i Italien. Avsikten var att hon skulle tävla i sjukamp men på grund av en skadad arm valde hon att avstå och i stället delta på korta häcken och i längdhopp. På 100 meter häck tog hon sig vidare med 13,83 i försöken men slogs ut i semifinal efter tiden 13,88. I längdhopp tog hon sig vidare i kvalet med 6,22 varpå hon i finalen kom på en 6:e plats med 6,15.
År 2014 vann hon SM-guld i längdhopp inomhus. Utomhus tog hon brons på 400 meter häck vid SM i augusti.
År 2015 vann hon under inomhussäsongen SM-guld på 400 meter slätt (tid 54,38). Vid junior-SM förbättrade hon den 1 mars sitt personrekord inomhus på 400 meter till 53,88, första gången under 54 sekunder. Hon deltog även vid inomhus-EM i Prag men slogs ut i försöken trots nytt personbästa 53,81. Utomhus tävlade hon vid U23-EM i Tallinn i juli och tog där guldmedalj på 400 meter häck. Vid SM i början på augusti vann hon guld på 400 meter häck. Hon tävlade sedan senare i augusti på 400 meter häck under VM i Peking och nådde då som VM-debutant semifinal.
I slutet av säsongen 2015 fick hon skadeproblem så år 2016 blev ett mellanår med avsikten att återkomma skadefri 2017.
Elise Malmberg bytte från Hässleholms AIS till IFK Växjö i april 2019.

## Personliga rekord
| Utomhus - 100 meter – 11,90 (Halmstad 27 juni 2015) - 200 meter – 24,13 (Vellinge 14 juni 2015) - 400 meter – 54,07 (Göteborg 5 september 2015) - 800 meter – 2:20,61 (Sandnes, Norge 17 juni 2012) - 100 meter häck – 13,82 (Västerås 11 augusti 2013) - 400 meter häck – 55,88 (Tallinn, Estland 12 juli 2015) - Höjd – 1,69 (Lille, Frankrike 8 juli 2011) - Längd – 6,28 (Stockholm 8 september 2013) - Tresteg – 11,84 (Hässleholm 29 juli 2011) - Kula – 11,22 (Varberg 18 maj 2013) - Diskus – 30,49 (Växjö 22 september 2012) - Spjut – 33,89 (Växjö 23 maj 2012) - Spjut – 31,90 (Huddinge 9 juni 2013) - Sjukamp – 5 442 (Huddinge 9 juni 2013) | Inomhus - 60 meter – 7,54 (Uddevalla 23 februari 2013) - 200 meter – 24,50 (Växjö 18 januari 2015) - 400 meter – 53,81 (Prag, Tjeckien 6 mars 2015) - 800 meter – 2:22,40 (Sätra 11 januari 2014) - 60 meter häck – 8,48 (Sätra 15 februari 2014) - Höjd – 1,70 (Växjö 10 februari 2013) - Längd – 6,24 (Tammerfors, Finland 8 februari 2014) - Tresteg – 11,61 (Växjö 20 januari 2013) - Kula – 11,49 (Växjö 18 januari 2014) - Kula – 11,23 (Växjö 10 februari 2013) - Femkamp – 4 151 (Växjö 10 februari 2013) |